# Recta d'Euler

Recta d'Euler

La Recta d'Euler d'un triangle és una recta en la qual estan situats l'ortocentre, el circumcentre i el baricentre d'un triangle, que són colineals. Rep aquest nom en honor del matemàtic suís Leonhard Euler, que va descobrir aquest fet a mitjan segle xviii.
Per veure que això és això, ens referim a la figura. el baricentre G divideix les mitjanes d'un triangle en dos segments desiguals, sent el més gran dels segments el doble que el menor. Per exemple, a la figura tenim que AG = 2GF. Per tant, en l'homotècia el centre de la qual sigui el punt G i de raó -2, el punt A és la imatge del punt F, B la imatge del punt E i C la imatge del punt D.
En aquesta homotècia, la mediatriu FO, del costat BC es transforma en la recta que conté a l'altura del vèrtex A: la recta AH (s'ha d'observar que les dues rectes són paral·leles, per ser perpendiculars al costat Bc del triangle). De manera similar, en aquesta homotècia, les altres dues mediatrius, EO i DO es transformen en les rectes que contenen les altures dels vèrtexs B i C respectivament. Les altures es tallen a l'ortocentre H del triangle i per tant, aquest és la imatge del circumcentre O del triangle, on es tallen les mediatrius dels costats del triangle. D'aquí que els tres punts, l'ortocentre H, el baricentre G i el circumcentre O estan alineats i es troben sobre la recta d'Euler e.
També concluim així que la mida del segment HG és el doble de la mida del segment OG.

## Teorema
Sigui ABC un triangle, G el seu baricentre, O el seu circumcentre, i H el seu ortocentre
Llavors aquests tres punts estan alineats.
La recta que els conté es diu recta d'Euler (en vermell a la figura).

## Prova
Es construeix al voltant d'ABC un triangle A' B' C' en el qual A B i C siguin els centres de [B'C'], [A'C'] i [A'B'] respectivament, i que els dos costats siguin paral·lels dos a dos: (A'B') // (AB) i que cada costat sigui el doble del corresponent, per exemple: A'B'=2AB
No és difícil veure que aquests dos triangles comparteixen les mateixes mitjanes i, per tant, el mateix baricentre. A més les altures d'ABC són les mediatrius d'A'B'C', conseqüentment H és el circumcentre d'A'B'C'.
Sigui H l'homotècia de centre G i de raó -2. Llavors H(A) = A', H(B) = B' i H(C) = C', com propietat del baricentre del triangle (G està situat en les mitjanes a dos terços del camí a partir dels vèrtexs).
Les homotècies conserven entre altres coses l'equidistància; llavors conserven també les mediatrius i el circumcentre, en el sentit que la imatge del circumcentre d'ABC és el circumcentre de la imatge del triangle ABC, aquí d'A'B'C'; o sigui h(O) = H, per tant tenim igualtat de vectors: GH = -2GO el que implica que O, G i H estan alineats.